# Callonetta leucophrys

El pato acollarado, pato de collar o cerceta de collar (Callonetta leucophrys) es una especie de ave anseriforme de la familia Anatidae natural de América del Sur. Su distribución comprende el centro del continente, al este de Bolivia, sur de Brasil, Paraguay, Uruguay, norte y centro de Argentina. Se encuentra dibujado en códices prehispánicos de México.

## Características
El largo total es de 25 a 30 cm las hembras y 30 a 35 cm los machos. Los machos y las hembras pesan muy parecidos, entre 190 y 360 gramos. Tiene una altura de 28 cm. aproximadamente. Posa en árboles, es vistoso, el macho presenta faja negra en la corona y la parte dorsal del cuello. Escapulares del ala rojizas (rufas). En vuelo se observa una mancha circular blanca, muy notable. Pecho rosáceo con pecas negras. Barreado fino en los laterales. La hembra es más parda, presenta ceja y manchas en cabeza y cuello blancas. Flanco con leve barreado pardo, Su mancha blanca en sus dos alas, es muy característico de esta ave...

## Historia natural
Habita en esteros, arroyos, sabanas inundadas y lagunas demostrando cierta preferencia por lagunas y terrenos inundados próximos a los árboles. Habita ambientes desde el nivel del mar hasta los 2.580 metros de altitud. Anida en huecos de árboles y raramente en nidos de cotorra, pone de seis a doce huevos color blanco. La incubación tarda de 26 a 28 días y es efectuada por la hembra. Los pichones al nacer, se tiran inmediatamente del nido y su madre los dirige hacia ambientes acuáticos, a los 2 meses o 2 meses y medio, los pichones vuelan y son independientes.
Los pichones presentan un color negro amarronado con el sol, cara blanca y algunas manchas blancas en la parte trasera del pichón y en el ala, con una franja negra arriba del ojo.

## Estado de Conservación
Aunque la UICN clasifica a esta especie de ave como en "preocupación menor", las poblaciones en general se encuentran decrecientes. A pesar de que la tendencia demográfica parece estar disminuyendo, no se cree que la disminución sea lo suficientemente rápida como para acercarse a los umbrales de Vulnerable según el criterio de tendencia demográfica (>30% de disminución en diez años o tres generaciones). Se sospecha que el tamaño de la población oscila entre los 25.000 y los 100.000 individuos (Wetlands International 2021). Extrapolando hacia el futuro y asumiendo que la tasa de pérdida de bosques se mantiene estable, se proyecta que el 17% de la cubierta arbórea se perderá del área de distribución de la especie en las próximas tres generaciones. Aunque la especie no se encuentra únicamente en los bosques, requiere bosques inundados con agujeros para reproducirse (Kear 2005). Por lo tanto, se sospecha que el tamaño de la población de la especie está disminuyendo a una tasa del 10-19% durante tres generaciones.